# 拉方廷 (印地安納州)
拉方廷（英語：La Fontaine）是一個位於美國印地安納州沃巴什縣的城鎮。

## 人口
根據2010年美國人口普查的數據，拉方廷的面積為1.58平方千米，當中陸地面積為1.58平方千米，而水域面積為0.00平方千米。當地共有人口875人，而人口密度為每平方千米554人。